# Porc d'Auvergne
« Porc d'Auvergne » est une indication géographique protégée (IGP) qui garantit au consommateur que les produits viennent de porcs nés, élevés en plein air et abattus en Auvergne ou dans certains départements voisins. Le nom officiel de l'indication protégée au niveau européen est « Porc d'Auvergne », mais on le trouve couramment sous la forme Porc fermier d'Auvergne. Cette IGP a été reconnue en 2011.
Quarante éleveurs produisent selon ce cahier des charges environ 26 000 porcs par an. La viande est commercialisée en boucherie-charcuterie et dans la restauration.

## Histoire

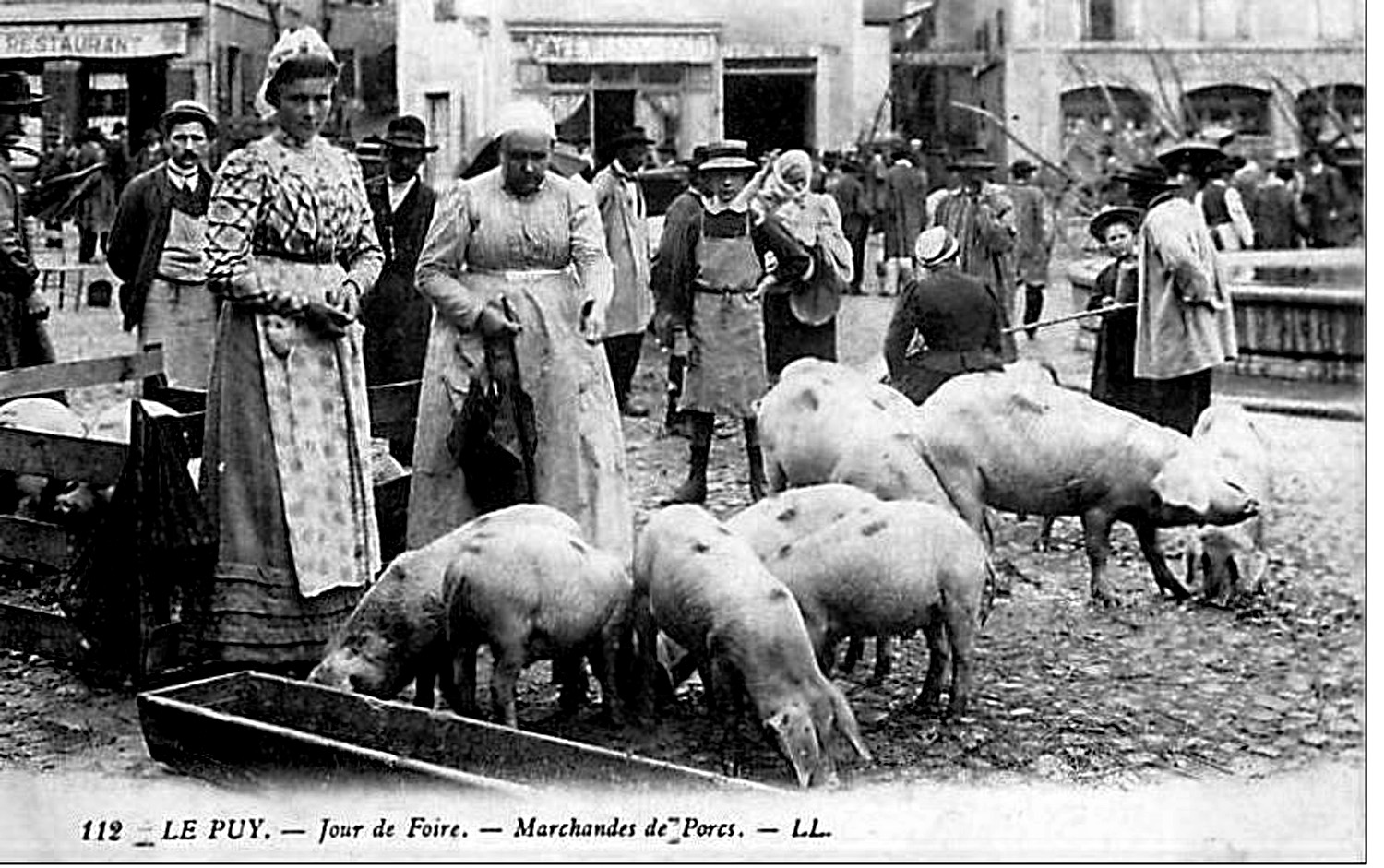
Les cochons un jour de foire dans le Velay.

Dès l'époque romaine, le porc du massif central était renommé. Au Moyen Âge tardif, (XIVe siècle), l’élevage porcin est traditionnel en Auvergne et le cochon constituait la base de l'alimentation carnée en Auvergne rurale. Même en ville, le porc tenait une place importante. Les cochons vivaient dans les rues mélangés à la population. Jusqu'au début du XXe siècle, lors des foires et marchés, ils n'étaient même pas parqués. Leur élevage devint primordial dans la seconde moitié du XIXe siècle où « les effectifs augmentent de 50% à 100% dans l’Allier, la Creuse, la Saône et Loire, la Loire, la
Nièvre ». Au siècle suivant, l’Auvergne est devenu « l'un des bastions de la production
porcine en France. Lors du recensement général de l’agriculture de 1929, l’Allier occupait le
troisième rang parmi les départements français en ce qui concerne le cheptel truie, et le second, si l’on
considère la totalité de l’effectif porcin ». C’est après la Première Guerre mondiale que ces races locales commencent à disparaître. Actuellement, les races « auvergnates » ou « bourbonnaises » ont complètement disparu. Ce qui n'empêche pas que l’Auvergne soit excédentaire en ce qui concerne l’élevage porcin.

## Cahier des charges
Parmi les éléments du cahier des charges, on note que le porc d'Auvergne est élevé en plein air et qu'il est abattu à 26 semaines d'âge minimum. Il peut être commercialisé en frais ou en surgelés. Les opérations de naissage, de post-sevrage et d'engraissement doivent avoir lieu dans l'aire géographique délimitée.
Les porcs, après leurs premières semaines à l'intérieur, sont mis dans des enclos en plein air pendant trois mois (en hiver comme en été) ; un abri contre les intempéries est prévu dans chaque enclos et chaque animal dispose d'un parcours de 83 m2 minimum.

## Délimitation de l'aire géographique

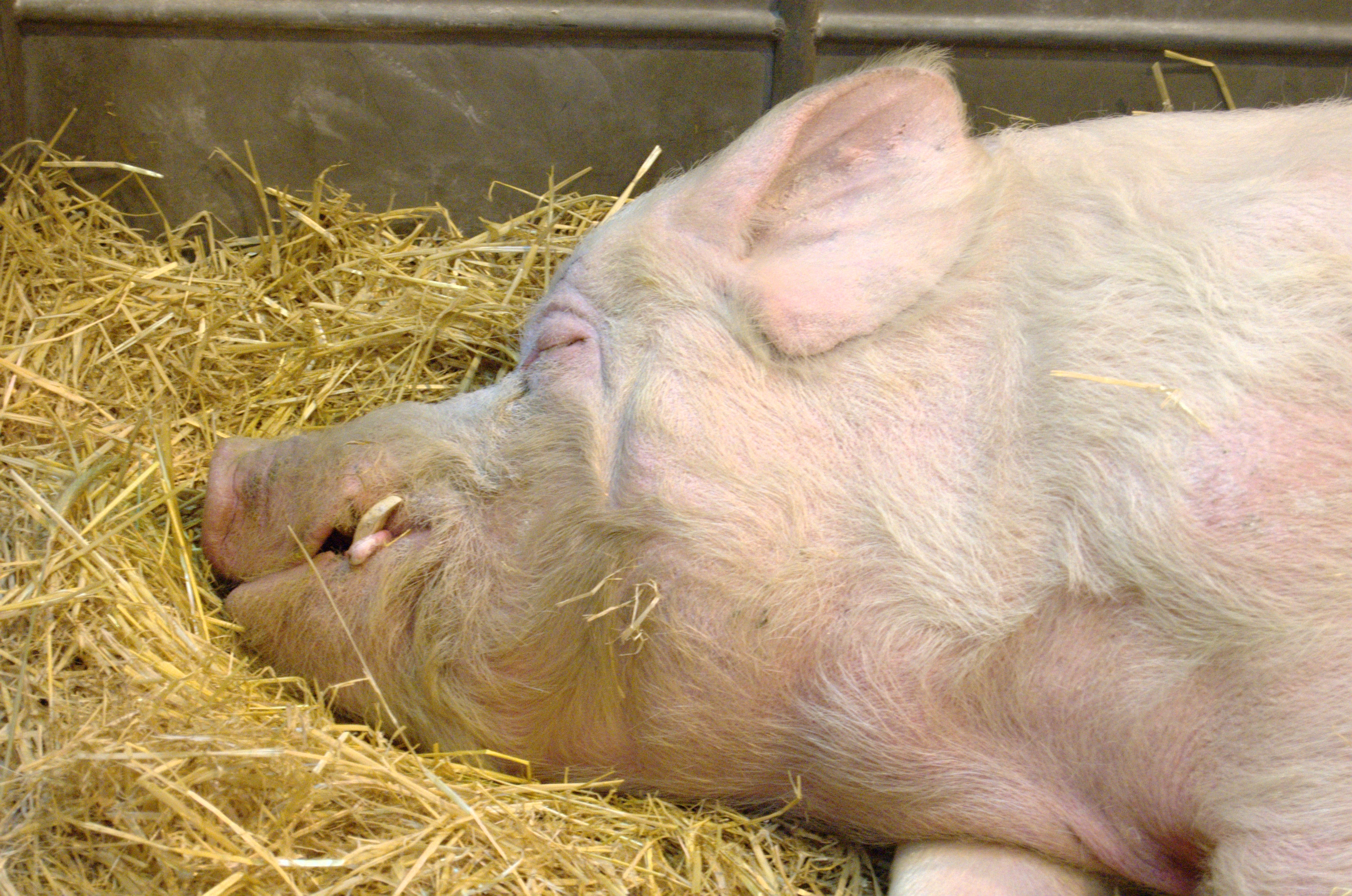
Porc d'Auvergne au salon de l'agriculture 2009.

L'aire géographique couverte par l'IGP « Porc d'Auvergne » comprend 1808 communes :
- toutes les communes de l'Allier et de la Haute-Loire ;
- la plupart des communes du Puy-de-Dôme[6] et du Cantal ;
- un nombre important de communes de l'Aveyron, de la Creuse, de la Loire et de la Lozère ;
- quelques communes de l'Ardèche, du Cher, de la Corrèze, de l'Indre, du Lot, de la Nièvre et de Saône-et-Loire.

## La filière porcine
Le porc, présent sur l'ensemble de la région, est la 3e viande produite en Auvergne, et la 1re viande en tonnage (45 %). Dans le contexte difficile de la filière porcine en France, il est à souligner que l’Auvergne est la seule région qui ait maintenu son niveau de production sur vingt ans. « L’industrie de la transformation est quasiment spécialisée sur les produits de salaison : au premier rang le saucisson et le jambon sec. Ces deux produits représentent 85 % du tonnage de charcuterie régional contre 12 % au niveau national. Une Indication Géographique Protégée a concrétisé l’image positive de la charcuterie d’Auvergne sur le marché national. ».
La production regroupe plus de 300 élevages organisés en coopératives. Tous ces types d’élevages sont orientés vers des démarches de qualité. C'est un atout pour maintenir les abattoirs de proximité et donc la valorisation locale des troupeaux.
Cependant, dans les faits, la viande commercialisée sous l'appellation "Porc fermier d'Auvergne" (Label rouge), gérée par l'Association de promotion des viandes du Centre, provient d'éleveurs installés dans les quatre départements d'Auvergne ainsi que dans certains cantons relevant du Limousin.

## Fêtes du cochon
Depuis 1993, à Besse, dans le Sancy, mi-janvier se déroule la Saint Cochon. Cette manifestation gastronomique permet de déguster de la charcuterie et des plats régionaux. Elle est animée par des concerts, du théâtre, une banda et une fanfare, des concours et des repas terroir.
Depuis 2006, à la mi-juillet, à Junhac se fête le porc de montagne. Traditionnellement sont dégustés le porcelet farci, le jambon braisé ainsi que des tripoux. Au cours de ces journées sont prévus des ateliers et animations pour enfants, animations musicales, expo vente de produits régionaux, tiercés et foires aux cochons